# 马埃尔·勒努阿尔
麦·雷诺瓦（法語：Maël Renouard，1979年—）是一位法国哲学家、作家和翻译家。
麦·雷诺瓦持有哲学教师资格证书，曾翻译出版了尼采的《查拉图斯特拉如是说》和约瑟夫·康拉德的《进步的前哨》。2009～2012年间曾为法国总理菲永负责文字工作。之后创作出版了《京剧改革》（La Réforme de l'opéra de Pékin）一书，凭此书获得了法国第15届“十二月”文学奖（Prix Décembre）。